# Постгуманизм
Постгуманизм — мировоззрение, основанное на представлении, что эволюция человека не завершена и может быть продолжена в будущем. Эволюционное развитие должно привести к становлению постчеловека — гипотетической стадии эволюции человеческого вида, строение и возможности которого стали бы отличными от современных человеческих в результате активного использования передовых технологий преобразования человека. Постгуманизм признаёт неотъемлемыми правами совершенствование человеческих возможностей (физиологических, интеллектуальных и т. п.) и достижение физического бессмертия. В отличие от трансгуманизма, под определением постгуманизма также понимается критика классического гуманизма, подчёркивающая изменение отношения человека к себе, обществу, окружающей среде и бурно развивающимся технологиям, но окончательно разница между транс- и постгуманизмом не определена и остаётся предметом дискуссий.

## Противопоставление классическому гуманизму
Постгуманизм может рассматриваться как гуманистическое мировоззрение, противопоставляющее себя классическому гуманизму. С одной стороны, постгуманизм отвергает идею антропоцентризма, указывая на то, что человек является частью природы, несмотря на эволюционные процессы, в значительной степени преобразившие его умственные способности и тем самым выделившие среди других живых существ. Некоторые мыслители (например, М. Фуко) говорили о том, что одной из ошибок антропоцентристского подхода является упор на настоящее время, его героизация, которая работает в ущерб становлению будущего. Вместе с тем, постгуманизм имеет и обратную сторону — стремление вычленить человека из лона природы, создавая живое существо иного рода — существо, являющееся неотъемлемой частью техносферы. В постгуманизме рассматриваются возможности усиления интеллекта, создания искусственных органов человеческого тела, интеграцию сознания человека в компьютер, киборгизацию и т. п.